# فرد مورتون رايموند
فرد مورتون رايموند (بالإنجليزية: Fred Morton Raymond)‏ هو محامي وقاضي أمريكي، ولد في 22 مارس 1876، وتوفي في 6 فبراير 1946.